# Gerdt Fehrle

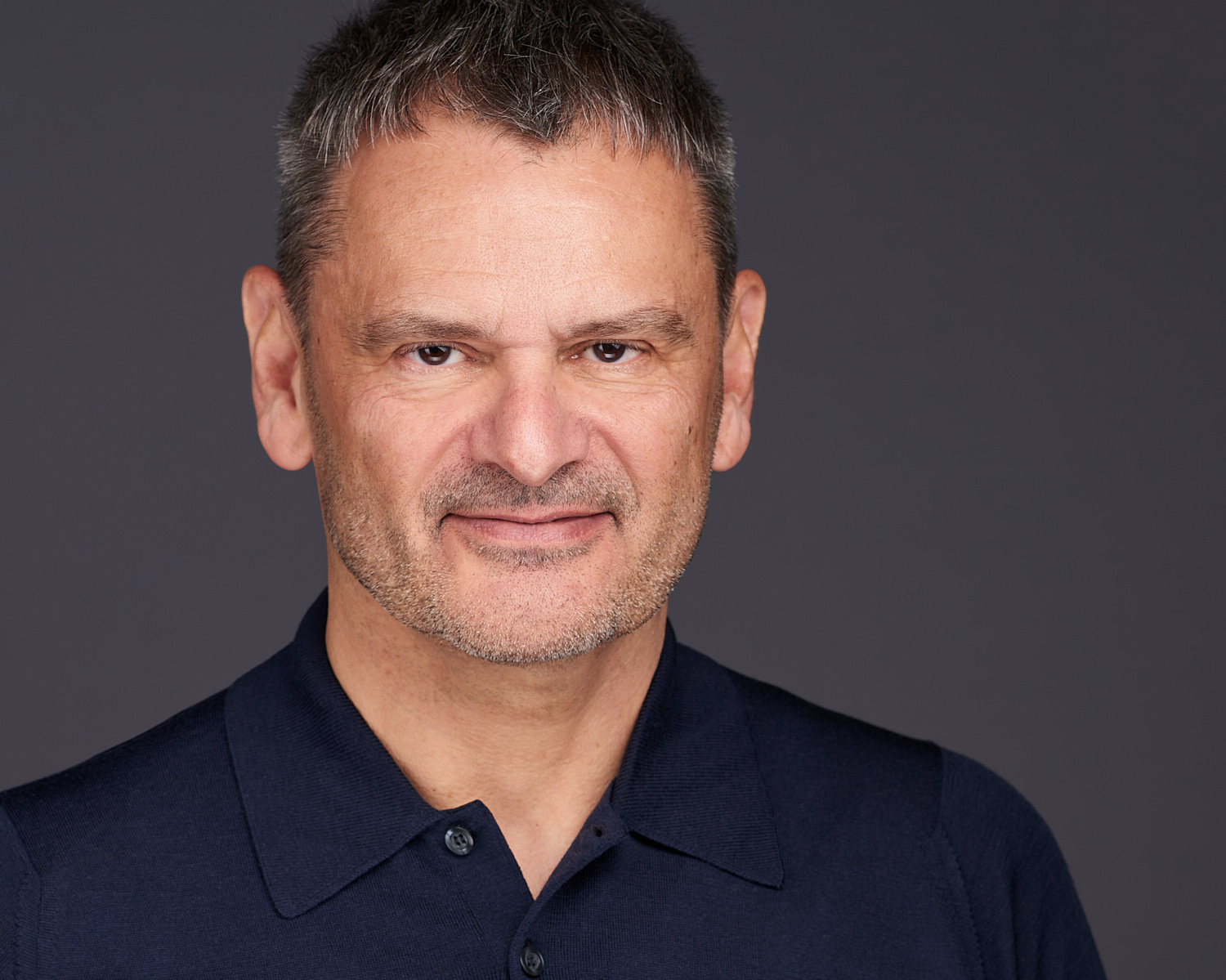
Gerdt Fehrle (2023)

Gerdt Fehrle (* 23. November 1961 in Stuttgart) ist ein deutscher Schriftsteller, Verleger und PR-Fachmann.

## Herkunft und Studium
Der auf der Schwäbischen Alb in Giengen und Hermaringen aufgewachsene Fehrle besuchte bis zum Abitur das Margarete-Steiff-Gymnasium Giengen und studierte von 1987 bis 1993  Neuere Deutsche Literatur und Philosophie an der Universität Konstanz.

## Berufliche Tätigkeiten
Fehrle volontierte beim SWR (Standort Konstanz) und beim Carl Hanser Verlag in München. Das PR-Handwerk lernte er bei einer Münchner PR-Agentur. 1998 gründete er die Agentur Prospero mit ihren Akzenten der technischen Fach-PR für Industriekunden und der Verlags-PR. 2012 folgte die Gründung des Louisoder Verlags mit den Schwerpunkten „Vergessene Moderne“, „Internationale Literatur“ und „Aktuelle Sachthemen“. 2020 folgte die Gründung des Glockenbach Verlags.

## Literarisches Schaffen
1984 erschien Fehrles erster Gedichtband Memento Mori, ein Jahr später beteiligte er sich mit zwölf Gedichten an der Anthologie Deutsche Lyriker der Gegenwart. 1986 kam sein zweiter Gedichtband Carna Vale sowie sein Erstlingsroman Milan heraus, für den er 1991 den Literaturförderpreis der Stadt Konstanz erhielt. 1997 verfasste er im Auftrag des Prestel Verlags das Kinderbuch Ich wünschte, ich müsste nicht schlafen über Keith Haring. Fehrles zweiten Roman Wie Großvater den Krieg verlor (2009) erzählt aus einer privaten Perspektive heraus und lässt das Bild einer schwäbischen Großfamilie in der ersten Hälfte des 20. Jahrhunderts entstehen. 2010 folgt mit Das Meer hat wieder Lust sein dritter Gedichtband, 2013 der Roman Noir Und nachts fluten sie die Straßen. Sein Roman Unter uns das stille Land erschien 2015. Die Romane Victoria. Liebe findet einen Weg und Die zwei Gesichter der Mona Lisa – gemeinsam mit Christian Rupprecht verfasst – folgten 2024.
Fehrle gehört zum einen zur „No-Future-Generation“ und gilt zugleich als sogenannter Kriegsenkel. Beides beeinflusst das Schaffen des Autors: Zentrale Themen sind die Heimatlosigkeit der Menschen in einer Welt, die ständig von Unsicherheit geprägt ist, sowie die Ereignisse des Zweiten Weltkriegs, wobei er in seinen Werken historische Tatsachen, autobiografische Erlebnisse und Fiktionen verbindet.

## Louisoder & Pfefferkorn Stiftung
Gerdt Fehrle leitet die 2014 gegründete gemeinnützige Louisoder & Pfefferkorn Stiftung, die sich unter anderem den Werken von Peter und Axel Pfefferkorn widmet.

## Werke (Auswahl)
- Memento Mori – bedenke, dass du sterben musst. Gedichte. Roderer, Regensburg 1984, ISBN 978-3-89073-007-3.
- Milan. Roman. Roderer, Regensburg 1986, ISBN 978-3-89073-020-2.
- Carna Vale – Fest des Fleisches. Gedichte. Roderer, Regensburg 1986, ISBN 978-3-89073-015-8.
- Das Meer hat wieder Lust. Gedichte. Roderer, Regensburg 1991, ISBN 978-3-89073-028-8.
- Ich wünschte, ich müsste nicht schlafen. Kinderkunstbuch. Prestel, München 1997.
- Der Fall von Paris. Roman. Buchbäcker, München 2008, ISBN 978-3-940240-03-3; als überarbeitete Neuauflage unter dem Titel Und nachts fluten sie die Straßen: Louisoder Verlag, München 2013, ISBN 978-3-944153-03-2.
- Wie Großvater den Krieg verlor. Roman. Buchbäcker, München 2009, ISBN 978-3-940240-04-0, sowie als Hörbuch 2011; als überarbeitete Neuauflage: Louisoder Verlag, München 2017, ISBN 978-3-944153-42-1.
- Unter uns das stille Land. Roman. Louisoder Verlag, München 2015, ISBN 978-3-944153-24-7.
- Victoria. Liebe findet einen Weg. Roman, Glockenbach, München 2024, ISBN 979-8-87589-290-5.
- Die zwei Gesichter der Mona Lisa. Roman, Glockenbach, München 2024, ISBN 979-8-87647-479-7 (gemeinsam mit Christian Rupprecht).